# Ryoyu Kobayashi
Ryōyū Kobayashi (Japans: 小林 陵侑, Kobayashi Ryōyū) (Hachimantai, 8 november 1996) is een Japans schansspringer. Hij heeft het huidige (onofficiële) record van 291m op zijn naam staan.

## Carrière
Kobayashi maakte zijn debuut in de wereldbeker in het seizoen 2015/2016. Bij zijn eerste wereldbekerwedstrijd op 24 januari 2016 in Zakopane werd hij meteen 7e. Op 25 november 2017 behaalde hij een eerste podiumplaats in een wereldbekerwedstrijd voor teams. Samen met Taku Takeuchi, Noriaki Kasai en Junshiro Kobayashi sprong Kobayashi naar de derde plaats tijdens de wereldbekerwedstrijd op de Rukatunturischans in het Finse Kuusamo. Individueel behaalde Kobayashi nog geen podiumplaatsen in een wereldbekerwedstrijd.
In 2018 nam Kobayashi een eerste keer deel aan de Olympische Winterspelen. In het Koreaanse Pyeongchang eindigde Kobayashi 7e op de kleine schans en 10e op de grote schans.
Kobayashi is de derde schansspringer in de geschiedenis die alle vier de competities in het Vierschansentoernooi in 1 jaar heeft gewonnen. Hij won een gouden medaille op de Olympische Winterspelen van 2022 in Peking op de kleine schans. Op de grote schans won hij het zilver.

## Belangrijkste resultaten

### Olympische Winterspelen
| Jaar | Plaats      | Resultaten                       |
| ---- | ----------- | -------------------------------- |
| 2018 | Pyeongchang | 7e HS109 10e HS140 6e Team HS140 |

### Wereldkampioenschappen
| Jaar | Plaats     | Resultaten                                                |
| ---- | ---------- | --------------------------------------------------------- |
| 2017 | Lahti      | 7e Team HS130                                             |
| 2019 | Seefeld    | 14e HS109 · 4e HS130 · Team HS130 · 4e HS109 gemengd team |
| 2021 | Oberstdorf | 12e HS106 37e HS137 4e Team HS137 5e HS106 gemengd team   |

### Wereldkampioenschappen skivliegen
| Jaar | Plaats     | Resultaten              |
| ---- | ---------- | ----------------------- |
| 2018 | Oberstdorf | 16e HS235               |
| 2020 | Planica    | 19e HS240 5e Team HS240 |

### Wereldbeker

#### Eindklasseringen
| Seizoen   | Algemeen | 4S | SV | RA  |
| --------- | -------- | -- | -- | --- |
| 2015/2016 | 42       | –  | 38 | N/A |
| 2016/2017 | –        | 43 | –  | 39  |
| 2017/2018 | 24       | 22 | 17 | 11  |
| 2018/2019 | 1        | 1  | 1  | 1   |
| 2019/2020 | 3        | 4  | 4  | 2   |
| 2020/2021 | 4        | 6  | 1  | –   |
| 2021/2022 |          | 1  |    |     |

#### Individuele overwinningen
| #  | Datum             | Plaats                 | Schans |
| -- | ----------------- | ---------------------- | ------ |
| 1  | 24 november 2018  | Kuusamo                | HS142  |
| 2  | 25 november 2018  | Kuusamo                | HS142  |
| 3  | 2 december 2018   | Nizjni Tagil           | HS134  |
| 4  | 16 december 2018  | Engelberg              | HS140  |
| 5  | 30 december 2018  | Oberstdorf             | HS137  |
| 6  | 1 januari 2019    | Garmisch-Partenkirchen | HS140  |
| 7  | 4 januari 2019    | Innsbruck              | HS130  |
| 8  | 6 januari 2019    | Bischofshofen          | HS142  |
| 9  | 12 januari 2019   | Val di Fiemme          | HS135  |
| 10 | 2 februari 2019   | Oberstdorf             | HS235  |
| 11 | 17 februari 2019  | Willingen              | HS145  |
| 12 | 14 maart 2019     | Trondheim              | HS138  |
| 13 | 24 maart 2019     | Planica                | HS240  |
| 14 | 15 december 2019  | Klingenthal            | HS140  |
| 15 | 22 december 2019  | Engelberg              | HS140  |
| 16 | 29 december 2019& | Oberstdorf             | HS137  |
| 17 | 13 februari 2021  | Zakopane               | HS140  |
| 18 | 19 februari 2021  | Râșnov                 | HS97   |
| 19 | 25 maart 2021     | Planica                | HS240  |
| 20 | 27 november 2021  | Kuusamo                | HS142  |
| 21 | 12 december 2021  | Klingenthal            | HS140  |
| 22 | 19 december 2021  | Engelberg              | HS140  |
| 23 | 29 december 2021  | Oberstdorf             | HS137  |
| 24 | 1 januari 2022    | Garmisch-Partenkirchen | HS140  |
| 25 | 5 januari 2022    | Bischofshofen          | HS142  |

### Grand Prix

#### Eindklasseringen
| Jaar | Plaats |
| ---- | ------ |
| 2016 | 14     |
| 2017 | 15     |
| 2018 | 7      |
| 2019 | 4      |
| 2021 | 8      |

#### Individuele overwinningen
| # | Datum            | Plaats      | Schans |
| - | ---------------- | ----------- | ------ |
| 1 | 24 augustus 2018 | Hakuba      | HS131  |
| 2 | 25 augustus 2018 | Hakuba      | HS131  |
| 3 | 23 augustus 2019 | Hakuba      | HS131  |
| 4 | 24 augustus 2019 | Hakuba      | HS131  |
| 5 | 2 oktober 2021   | Klingenthal | HS140  |